# Denmark River
Denmark River är ett vattendrag i Australien. Det ligger i delstaten Western Australia, omkring 360 kilometer sydost om delstatshuvudstaden Perth.
Runt Denmark River är det mycket glesbefolkat, med 3 invånare per kvadratkilometer. Genomsnittlig årsnederbörd är 1 249 millimeter. Den regnigaste månaden är juni, med i genomsnitt 198 mm nederbörd, och den torraste är februari, med 18 mm nederbörd.